# Liste der Kulturdenkmale in Differdingen
In der Liste der Kulturdenkmale in Differdingen sind alle Kulturdenkmale der luxemburgischen Gemeinde Differdingen aufgeführt (Stand: 15. Juli 2025).

## Kulturdenkmale nach Ortsteil

### Differdingen
| Bild                                    | Bezeichnung                                    | Lage                                          | Beschreibung | Stufe | Eingetragen seit   |
| --------------------------------------- | ---------------------------------------------- | --------------------------------------------- | --- | ----- | ------------------ |
|                                         | Gasmaschine Nr. 11 des Stahlwerks Differdingen | Stahlwerk Differdingen (Karte)                | Die Gasmaschine ist ein Motorgenerator in der Gasmotorenhalle II, der mit Gichtgas elektrische Energie erzeugte und gleichzeitig über Kompressoren Luft für die Hochöfen des Stahlwerks Differdingen lieferte. Erbauer war die Saarbrücker Maschinenfabrik Ehrhardt & Sehmer. Die Anlage wurde 1938 installiert, aber erst 1942 in Betrieb genommen. Sie verfügt über vier Zylinder mit einem Hubraum von je 3000 Litern und liefert eine Leistung von etwa 7 bis 8 Megawatt. | PCN   | 25. Juli 2008      |
| Gebäude                                 | Gebäude                                        | 3, rue St-Nicolas (Karte)                     | | PCN   | 6. Februar 2009    |
|                                         | Bauernhof mit Hof und zwei Bäumen              | 117, avenue Grande-Duchesse Charlotte (Karte) | Das Bauernhaus (auch bekannt unter Lommelshaff, Ferme Goullon) wurde um 1900 erbaut und besteht aus einem dreiseitigen Hofgebäude um einen Innenhof herum gebaut sind. Nachdem es eine Weile leer stand und es abgerissen werde sollte, erwarb es die Stadt Differdingen. Nach Sanierungsarbeiten wird es als Kulturzentrum genutzt. | PCN   | 6. September 2018  |
|                                         | Gasgebläsehalle des Stahlwerks Differdingen    | Stahlwerk Differdingen (Karte)                | | PCN   | 6. September 2019  |
|                                         | Wärmekraftwerk des Stahlwerks Differdingen     | Stahlwerk Differdingen (Karte)                | | PCN   | 25. Februar 2022   |
| Häuser                                  | Häuser                                         | 69 bis 113, rue Emile Mark (Karte)            | | IS    | 16. Oktober 1986   |
| Wohngebäude                             | Wohngebäude                                    | 18, 20, 22, 24, rue Victor Hugo (Karte)       | | IS    | 11. April 1991     |
| Haupteingang des Stollens „Thillenberg“ | Haupteingang des Stollens „Thillenberg“        | (Karte)                                       | Die Eisenerzmine „Thillenberg“ bestand seit 1865 und wurde am 27. November 1981 als letzte Mine Luxemburgs geschlossen. Zu diesem Zeitpunkt waren noch 170 Menschen in der Erzmine beschäftigt. Die Schutzmaßnahme umfasst eine Fläche mit einem Radius von 25 Metern, wobei die Mitte des Eingangs zur Galerie als Mittelpunkt genommen wird. | IS    | 19. Juli 2001      |
| Wohngebäude                             | Wohngebäude                                    | 31 und 33, Grand-Rue (Karte)                  | | IS    | 10. September 2015 |
| altes Waschhaus                         | altes Waschhaus                                | rue Victor Hugo (Karte)                       | | IS    | 1. Juni 2017       |
| Haus                                    | Haus                                           | 5, rue du Couvent (Karte)                     | | IS    | 28. November 2017  |
| Stadion Thillenberg                     | Stadion Thillenberg                            | (Karte)                                       | Das Stade du Thillenberg ist ein Fußballstadion mit überdachter Sitzplatztribüne. Bis 2003 war es Heimstadion der Red Boys Differdingen, bis 2012 dann Heimstadion des Nachfolgers FC Differdingen 03. Es bietet Plätze für rund 6500 Besucher. Erbaut wurde es in den Jahren 1921/22 und 1923/24 erweitert. Die endgültige Fertigstellung erfolgte 1925, ab 1926 fanden hier die ersten Länderspiele statt. | IS    | 11. Juli 2018      |
| Ehemalige Abtei                         | Ehemalige Abtei                                | 21, 33 und 35, rue de l’Hôpital (Karte)       | Die ehemalige Zisterzienserabtei wurde zwischen 1727 und 1730 errichtet. Nach der Auflösung des Klosters 1796 in Folge der Französischen Revolution wurden die Gebäude mehrfach zerstört. Im Jahr 1929 erwarb die Stadt das Gebäude, um dort ein Krankenhaus einzurichten. 1981 kaufte der luxemburgische Staat das ehemalige Klostergebäude und richtete ein Pflegeheim ein. Das streng symmetrisch gegliederte Hauptgebäude ist ein zweigeschossiger Putzbau mit Mittel- und Eckrisaliten. Über dem Haupteingang im Mittelrisalit ist in einem Giebel das Wappen der Äbtissin Françoise de Gourcy einmeisselt. In den 1950er Jahren kam ein neuer Zentralbau im neobarocken Stil hinzu. Trotz vieler Umbauten sind einige Elemente des ursprünglichen Gebäudes erhalten geblieben. | IS    | 19. Juli 2018      |

### Lasauvage
| Bild           | Bezeichnung                       | Lage                           | Beschreibung | Stufe | Eingetragen seit |
| -------------- | --------------------------------- | ------------------------------ | --- | ----- | ---------------- |
| Weitere Bilder | Pfarrkirche Lasauvage             | rue Principale (Karte)         | Die neugotische Kirche steht unter dem Patrozinium der hl. Barbara und soll im Stil an die Sainte-Chapelle in Paris erinnern. Die Kirche wurde 1893/94 errichtet. An das Langhaus schließt sich ein ⅝-Chor an. An der Nordostecke steht ein kleiner oktogonaler Glockenturm. Auf der westlichen Giebelseite steht eine Madonnenfigur in einem säulengetragenen Runderker. | PCN   | 21. Juni 2017    |
| Weitere Bilder | Felsformation „La Pierre de Cron“ | rue Principale (Karte)         | | PCN   | 21. Juni 2017    |
|                | Elektrozentrale                   |                                | | PCN   | 7. November 2024 |
| Weitere Bilder | Mine mit Gebäuden und Plätzen     | 88-88a, rur Principale (Karte) | | IS    | 19. Juli 2001    |

### Niederkorn
| Bild           | Bezeichnung       | Lage                              | Beschreibung | Stufe | Eingetragen seit |
| -------------- | ----------------- | --------------------------------- | --- | ----- | ---------------- |
| Weitere Bilder | Mine „Hondsbësch“ | rue de Longwy (Karte)             | Der Stollen war ein stillgelegter Bergwerksteil, der während der Zeit der nationalsozialistischen Besetzung Luxemburgs jungen Männern, die sich der Zwangsrekrutierung zur deutschen Wehrmacht entziehen wollten, als Versteck diente. In dem Stollen lebten zeitweise 122 Flüchtige. | PCN   | 18. Januar 1991  |
| Wohngebäude    | Wohngebäude       | 133, avenue de la Liberté (Karte) | | PCN   | 31. Januar 2020  |
| Denkmal        | Denkmal           | Jungenbusch (Karte)               | | IS    | 31. Oktober 1937 |

### Oberkorn
| Bild                                 | Bezeichnung                          | Lage                                         | Beschreibung | Stufe | Eingetragen seit |
| ------------------------------------ | ------------------------------------ | -------------------------------------------- | ------------ | ----- | ---------------- |
| Weitere Bilder                       | „Centre Marcel Noppeney“             | 212, avenue Charlotte (Karte)                |              | PCN   | 31. Januar 2025  |
| Glockenturm der Pfarrkirche Oberkorn | Glockenturm der Pfarrkirche Oberkorn | 2, rue Pommenschenkel (Karte)                |              | IS    | 5. November 2002 |
| Pestkreuz                            | Pestkreuz                            | Kreuzung route de Belvaux/rue Rattem (Karte) |              | IS    | 2. Februar 2015  |
| Wohngebäude                          | Wohngebäude                          | 36, route de Belvaux (Karte)                 |              | IS    | 2. Mai 2019      |

Legende: PCN – Immeubles et objets bénéficiant des effets de classement comme patrimoine culturel national; IS – Immeubles et objets inscrits à l’inventaire supplémentaire

## Quelle
- Liste des immeubles et objets beneficiant d’une protection nationales, Nationales Institut für das gebaute Erbe, Fassung vom 11. Juli 2022, S. 23 ff. (PDF)